# تاریخ آیین هندوئیسم
تاریخ هندوئیسم طیف گسترده‌ای از سنتهای مذهبی مربوط به بومی شبه قاره هند را در بر می‌گیرد.  تاریخ آن با زمان ایجاد دین از عصر آهن در شبه قاره هند همپوشانی دارد، برخی از سنت‌های آن مربوط به آیین‌های پیش از تاریخ مانند آیین‌های تمدن دره سند عصر برنز است. از این رو " قدیمی‌ترین دین" در جهان نامیده شده‌است.  دانشمندان هندوئیسم را سنتز    فرهنگ و سنت‌های مختلف هند می‌دانند،    با ریشه‌های متنوع  و بدون هیچ بنیانگذار واحدی.  
تاریخ هندوئیسم اغلب به دوره‌های مختلف تقسیم می‌شود. دوره اول دوره قبل از ودایی است که شامل تمدن دره سند و مذاهب محلی پیش از تاریخ است که در حدود سال ۱۷۵۰ قبل از میلاد به پایان می‌رسد. این دوره در شمال هند با دوره ودایی دنبال شد، که با مهاجرت هند و آریایی، از حدود ۱۹۰۰ قبل از میلاد تا ۱۴۰۰ قبل از میلاد، آیین ودایی تاریخی معرفی شد.   دوره بعدی، بین ۸۰۰ قبل از میلاد و ۲۰۰ قبل از میلاد، «یک نقطه عطف بین آیین ودایی و آیین‌های هندو است»،  و یک دوره شکل‌گیری هندو، جینیسم و بودیسم است. دوره حماسه و اوایل دوره پورانیک، از سالهای ۲۰۰ قبل از میلاد تا ۵۰۰ میلادی، شاهد «عصر طلایی» کلاسیک هندوئیسم (حدود ۳۲۰–۶۵۰ م)، که همزمان با امپراتوری گوپتا است. در این دوره شش شاخه از فلسفه هندو تکامل یافته، یعنی سامکیا، یوگا، Nyaya، Vaisheshika، Mīmāṃsā و ودانتا. فرقه‌های توحیدی مانند شیعیسم و وایشناویسم در همین دوره از طریق جنبش باکتی شکل گرفت. دوره تقریباً از ۶۵۰ تا ۱۱۰۰ سال میلادی اواخر دوره کلاسیک  یا اوایل قرون وسطی را تشکیل می‌دهد که در آن هندوئیسم کلاسیک پورانی و تحکیم با نفوذ آدی شانکارا از ویدانته ادویته ایجاد می‌شود.
هندوئیسم تحت حاکمیت هندو و اسلام از سالهای ج. ۱۲۰۰ تا ۱۷۵۰ م. برجسته شدن جنبش باکتی را شاهد بوده که امروز نیز با نفوذ است. دوره استعمار شاهد جنبش‌های مختلف اصلاحات هندو بود که تا حدودی از جنبش‌های غربی مانند وحدت گرایی و تئوسوفی الهام گرفته شده بود. تجزیه هند در سال ۱۹۴۷ در امتداد خطوط مذهبی بود و جمهوری هند با اکثریت هندو ظهور کرد. در طول قرن بیستم، به دلیل پراکنده‌گی هند، اقلیت‌های هندو در همه قاره‌ها تشکیل شده‌اند، که بیشترین جوامع را به تعداد مطلق در ایالات متحده و انگلستان تشکیل داده‌اند.

## ریشه‌های آیین هندو
در حالی که گاهشماری پورانیک نسب هزاران ساله را ارائه می‌دهد، دانشمندان، هندوئیسم را تلفیقی   یا سنتز   فرهنگ‌ها و سنت‌های مختلف هند می‌دانند.   از جمله ریشه‌های آن آیین ودایی تاریخی است،   خود محصول "ترکیبی از فرهنگ‌ها و تمدن‌های هندوآریایی و هاراپان" است،   که به آیین و ایدئولوژی برهمایی پادشاهی کورو از عصر آهن در شمال هند تبدیل شد. بلکه Sramana  یا سنت renouncer  از شمال شرق هند،  و میانسنگی  و نوسنگی  فرهنگ هند، مانند ادیان از تمدن دره سند، دراویدی سنت‌ها، و سنتهای محلی  و ادیان قبیله ای. 

## دوره بندی
جیمز میل (۱۸۷۳–۱۷۷۳)، در کتاب "تاریخ هند بریتانیا" (۱۸۱۷)، سه مرحله از تاریخ هند را تمیز داد، یعنی تمدن‌های هندو، مسلمان و انگلیسی. این دوره‌بندی به دلیل تصورات غلطی که ایجاد کرده مورد انتقاد قرار گرفته‌است. دوره بندی دیگر تقسیم به "دوره‌های باستان، کلاسیک، قرون وسطایی و مدرن" است، اگرچه این دوره بندی انتقاداتی نیز به همراه داشته‌است. 
رومیلا تاپار متذکر می‌شود که تقسیم دوره‌های هندو-مسلمان-انگلیس در تاریخ هند به «سلسله‌های حاکم و حمله‌های خارجی» اهمیت زیادی می‌دهد  و از تاریخ اجتماعی-اقتصادی غافل می‌شوند که اغلب یک تداوم قوی نشان می‌دهد.  این تقسیم‌بندی در دوران باستان-قرون وسطی-مدرن این واقعیت را نادیده می‌گیرد که فتوحات مسلمانان بین قرن هشتم و چهاردهم انجام شده‌است، در حالی که جنوب هرگز به‌طور کامل تسخیر نشده‌است.  به گفته تاپار، یک دوره می‌تواند بر اساس «تغییرات اجتماعی و اقتصادی قابل توجه» نیز باشد، که ارتباط جدی با تغییر قدرت‌های حاکم ندارند.  

## یادداشت
1. ↑  See:
  - "Oldest religion":
    - Fowler: "probably the oldest religion in the world"[۲]
    - Gellman & Hartman: "Hinduism, the world's oldest religion"[۳]
    - Stevens: "Hinduism, the oldest religion in the world",[۴]

  - The "oldest living religion"[۵]
  - The "oldest living major religion" in the world.[۶][۷]
    - Laderman: "world's oldest living civilisation and religion"[۸]
    - Turner: "It is also recognized as the oldest major religion in the world"[۹]

Smart, on the other hand, calls it also one of the youngest religions: "Hinduism could be seen to be much more recent, though with various ancient roots: in a sense it was formed in the late 19th Century and early 20th Century."[۱۰] See also:
  - Urreligion, Shamanism, Animism, Ancestor worship for some of the oldest forms of religion
  - Sarnaism and Sanamahism, Indian Tribal religions connected to the earliest migrations into India
  - Australian Aboriginal mythology, one of the oldest surviving religions in the world.
2. ↑  Among its roots are the Vedic religion[۱۷] of the late Vedic period and its emphasis on the status of Brahmans,[۱۸] but also the religions of the Indus Valley Civilisation,[۱۹][۲۰][۲۱][۲۲] the Sramana[۲۳] or renouncer traditions[۱۷] of east India,[۲۳] and "popular or local traditions".[۱۷]
3. ↑  There is no exact dating possible for the beginning of the Vedic period. Witzel mentions a range between 1900 and 1400 BCE.[۲۵] Flood mentions 1500 BCE.[۲۶]
4. ↑  (Lockard 2007، ص. 50): "The encounters that resulted from Aryan migration brought together several very different peoples and cultures, reconfiguring Indian society. Over many centuries a fusion of Aryan and Dravidian occurred, a complex process that historians have labeled the Indo-Aryan synthesis." Lockard: "Hinduism can be seen historically as a synthesis of Aryan beliefs with Harappan and other Dravidian traditions that developed over many centuries."
5. ↑  (Hiltebeitel 2007، ص. 12): "A period of consolidation, sometimes identified as one of "Hindu synthesis," Brahmanic synthesis," or "orthodox synthesis," takes place between the time of the late Vedic Upanishads (c. 500 BCE) and the period of Gupta imperial ascendency" (c. 320-467 CE)."
6. ↑  See also:
  - J.H. Hutton (1931), in Ghurye, Govind Sadashiv (1980), The Scheduled Tribes of India, Transaction Publishers, pp. 3–4, ISBN 978-1-4128-3885-6[subnote ۱]
  - Zimmer, Heinrich (1951), Philosophies of India, Princeton University Press, pp. 218–219
  - Tyler (1973), India: An Anthropological Perspective, Goodyear Publishing Company. In: (Sjoberg 1990، ص. 43)[subnote ۲]
  - Sjoberg, Andree F. (1990), "The Dravidian Contribution To The Development Of Indian Civilization: A Call For A Reassessment", Comparative Civilizations Review, 23: 40–74
  - Flood, Gavin D. (1996), An Introduction to Hinduism, Cambridge University Press, p. 16
  - Nath, Vijay (2001), "From 'Brahmanism' to 'Hinduism': Negotiating the Myth of the Great Tradition", Social Scientist, 29 (3/4): 19–50, doi:10.2307/3518337, JSTOR 3518337
  - Werner, karel (2005), A Popular Dictionary of Hinduism, Routledge, pp. 8–9, ISBN 978-1-135-79753-9
  - Lockard, Craig A. (2007), Societies, Networks, and Transitions. Volume I: to 1500, Cengage Learning, p. 50, ISBN 978-0-618-38612-3
  - Hiltebeitel, Alf (2007), Hinduism. In: Joseph Kitagawa, "The Religious Traditions of Asia: Religion, History, and Culture", Routledge, ISBN 978-1-136-87597-7
  - Hopfe, Lewis M.; Woodward, Mark R. (2008), Religions of the World, Pearson Education, p. 79, ISBN 978-0-13-606177-9[subnote ۳]
  - Samuel, Geoffrey (2010), The Origins of Yoga and Tantra. Indic Religions to the Thirteenth Century, Cambridge University Press
7. ↑  See:
  - (White 2006، ص. 28): "[T]he religion of the Vedas was already a composite of the indo-Aryan and Harappan cultures and civilizations."
  - (Gombrich 1996، صص. 35–36): "It is important to bear in mind that the Indo-Aryans did not enter an unhabitated land. For nearly two millennia they and their culture gradually penetrated India, moving east and south from their original seat in the Punjab. They mixed with people who spoke Munda or Dravidian languages, who have left no traces of their culture beyond some archaeological remains; we know as little about them as we would about the Indo-Aryans if they had left no texts. In fact we cannot even be sure whether some of the archaeological finds belong to Indo-Aryans, autochthonous populations, or a mixture. It is to be assumed - though this is not fashionable in Indian historiography - that the clash of cultures between Indo-Aryans and autochtones was responsible for many of the changes in Indo-Aryan society. We can also assume that many - perhaps most - of the indigenous population came to be assimilated into Indo-Aryan culture.
8. ↑  See also Tanvir Anjum, Temporal Divides: A Critical Review of the Major Schemes of Periodization in Indian History.